# Stylidium diplectroglossum
Stylidium diplectroglossum är en tvåhjärtbladig växtart som först beskrevs av R.O. Erickson och J.H. Willis, och fick sitt nu gällande namn av A. Lowrie, A.H. Burbidge och K.F. Kenneally. Stylidium diplectroglossum ingår i släktet Stylidium och familjen Stylidiaceae. Inga underarter finns listade i Catalogue of Life.